# أحمد التميمي
أحمد التميمي (1948-) سياسي فلسطيني من مواليد مدينة الخليل. أنهى المرحلة المدرسية في الخليل عام 1967، وحصل على شهادة الإقتصاد والتجارة من جامعة بيروت العربية عام 1973.
عمل في دائرة الأوقاف الإسلامية بالقدس بعدة مناصب منها محاسباً في الدائرة المالية، ثم رئيساً لقسم المحاسبة، وشغل بعدها منصب المدير المالي لدائرة الأوقاف العامة للضفة الغربية منذ عام (1983–1987)، وعين مدير الحج في الضفة الغربية ومدير إداري في الأوقاف في الضفة الغربية. وهو عضو في المجلس الثوري.

## مناصب شغلها
شغل التميمي عدة مناصب منها:
- مدير عام دار الأيتام الإسلامية الصناعية بالقدس والعيزرية من عام (1989-1994).
- وكيل وزارة الداخلية في السلطة الوطنية الفلسطينية من عام (1994-2006).
- وكيل وزارة الشؤون الإجتماعية من عام (2006 -2008).
- عضو في لجنة إعمار الخليل.